# Выбор критиков (кинопремия, 2009)
14-я церемония премии «Выбор критиков» состоялась 8 января 2009 года в конференц-центре Santa Monica Civic Auditorium. Номинанты были объявлены 9 декабря 2008.

## Победители и номинанты

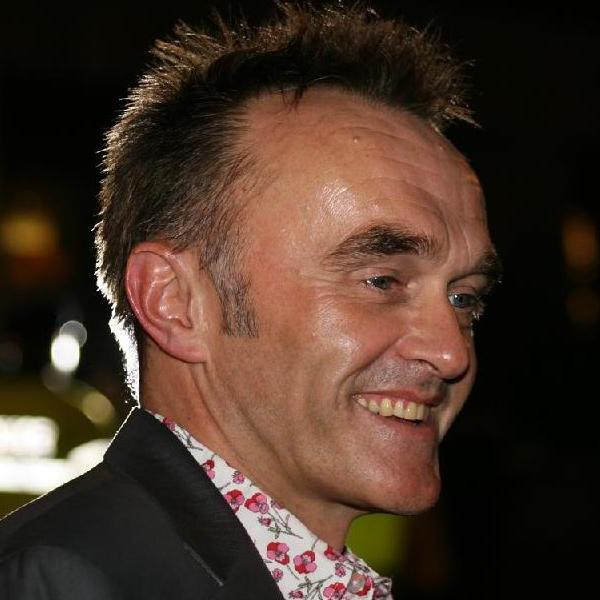
Дэнни Бойл, лучший режиссёр

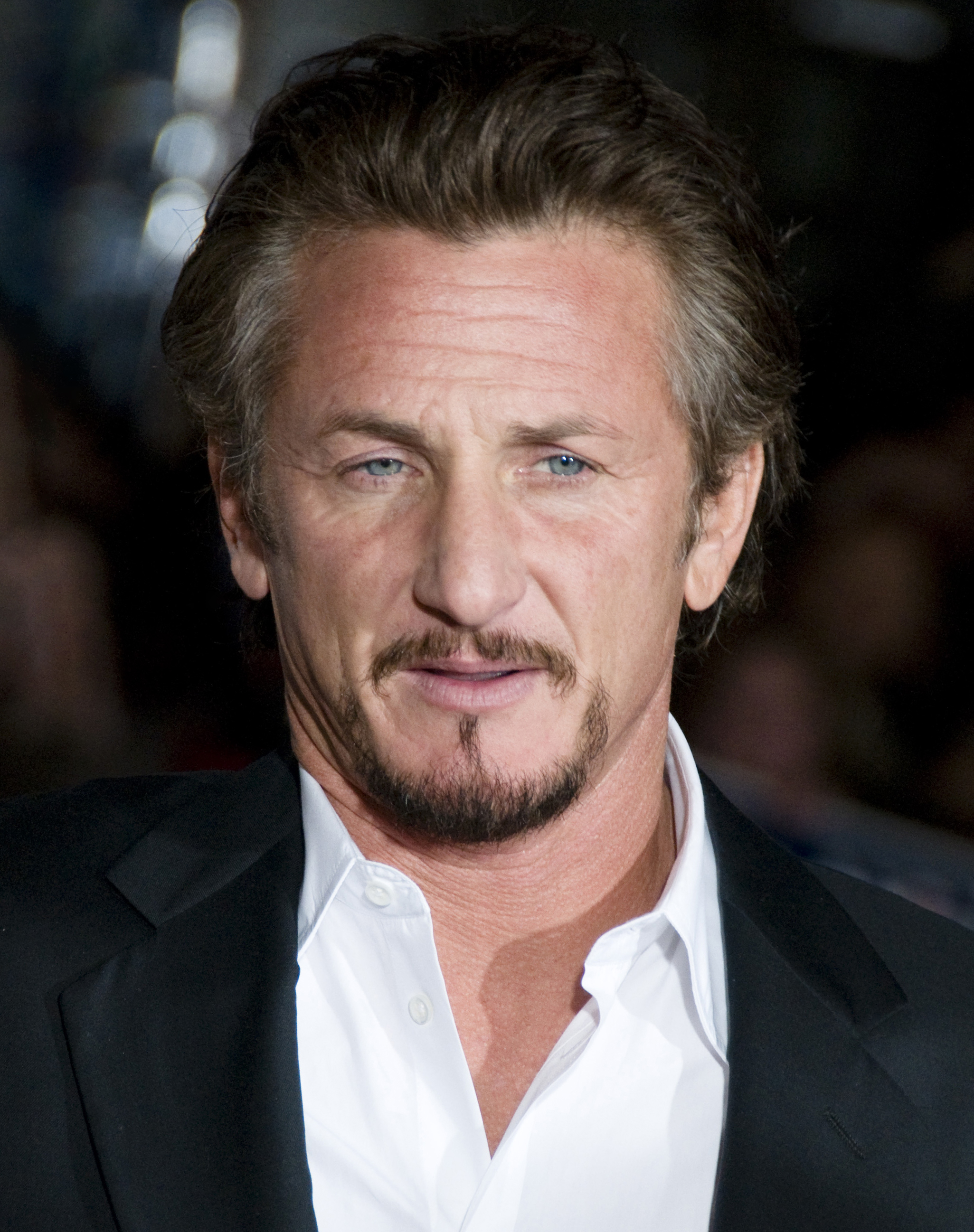
Шон Пенн, лучшая мужская роль

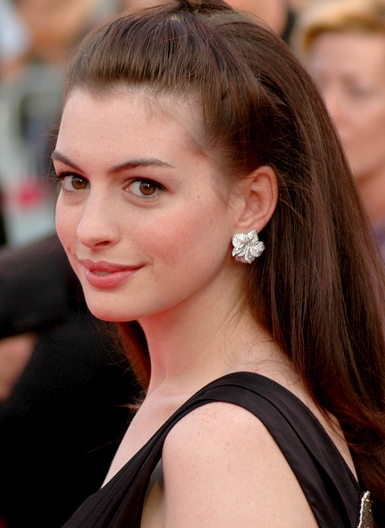
Энн Хэтэуэй, лучшая женская роль

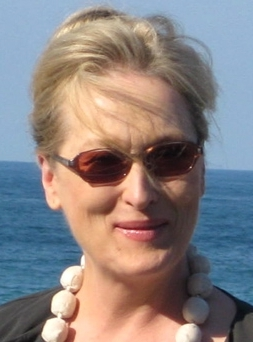
Мэрил Стрип, лучшая женская роль

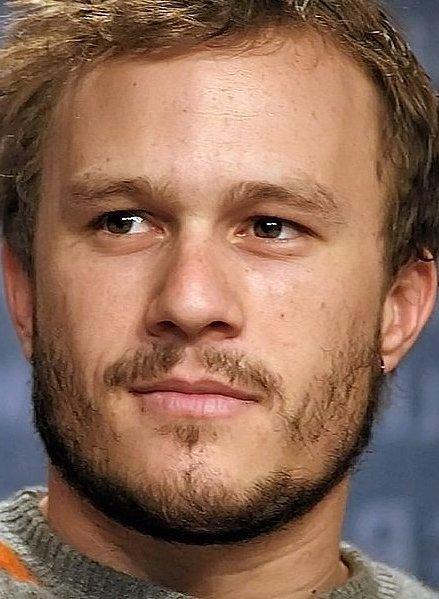
Хит Леджер, лучшая мужская роль второго плана

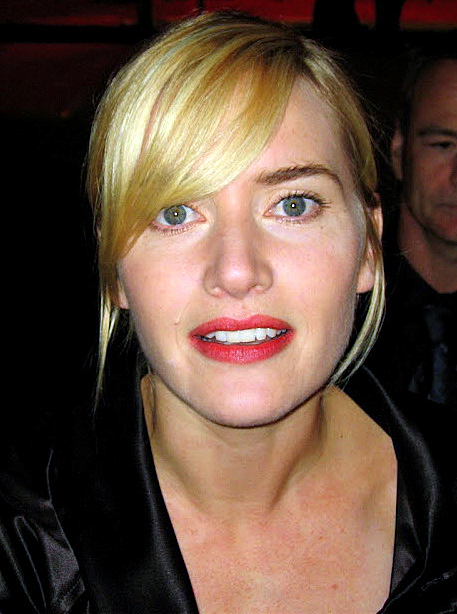
Кейт Уинслет, лучшая женская роль второго плана

| Лучший фильм                      | 1. Миллионер из трущоб 2. ВАЛЛ-И 3. Загадочная история Бенджамина Баттона 4. Подмена 5. Рестлер 6. Сомнение 7. Тёмный рыцарь 8. Фрост против Никсона 9. Харви Милк 10. Чтец |
| Лучший режиссёр                   | 1. Дэнни Бойл — «Миллионер из трущоб» 2. Кристофер Нолан — «Тёмный рыцарь» 3. Гас Ван Сент — «Харви Милк» 4. Дэвид Финчер — «Загадочная история Бенджамина Баттона» 5. Рон Ховард — «Фрост против Никсона»                                                                           |
| Лучшая мужская роль               | 1. Шон Пенн — «Харви Милк» 2. Ричард Дженкинс — «Посетитель» 3. Клинт Иствуд — «Гран Торино» 4. Фрэнк Ланджелла — «Фрост против Никсона» 5. Брэд Питт — «Загадочная история Бенджамина Баттона» 6. Микки Рурк — «Рестлер»                                                            |
| Лучшая женская роль               | 1. Энн Хэтэуэй — «Рэйчел выходит замуж» и Мэрил Стрип — «Сомнение» 2. Кейт Бекинсейл — «Ничего, кроме правды» 3. Кейт Бланшетт — «Загадочная история Бенджамина Баттона» 4. Анджелина Джоли — «Подмена» 5. Мелисса Лео — «Замёрзшая река»                                            |
| Лучшая мужская роль второго плана | 1. Хит Леджер — «Тёмный рыцарь» 2. Джош Бролин — «Харви Милк» 3. Роберт Дауни мл. — «Солдаты неудачи» 4. Филип Сеймур Хоффман — «Сомнение» 5. Джеймс Франко — «Харви Милк» |
| Лучшая женская роль второго плана | 1. Кейт Уинслет — «Чтец» 2. Виола Дэвис — «Сомнение» 3. Пенелопа Крус — «Вики Кристина Барселона» 4. Мариса Томей — «Рестлер» 5. Вера Фармига — «Ничего, кроме правды» 6. Тараджи П. Хенсон — «Загадочная история Бенджамина Баттона»                                                |
| Лучший молодой артист             | 1. Дев Патель — «Миллионер из трущоб» 2. Давид Кросс — «Чтец» 3. Брэндон Уолтерс — «Австралия» 4. Дакота Фаннинг — «Тайная жизнь пчёл» |
| Лучший актёрский ансамбль         | 1. Харви Милк 2. Загадочная история Бенджамина Баттона 3. Рэйчел выходит замуж 4. Сомнение 5. Тёмный рыцарь |
| Лучший сценарий                   | 1. Саймон Бофой — «Миллионер из трущоб» 2. Дастин Лэнс Блэк— «Харви Милк» 3. Питер Морган — «Фрост против Никсона» 4. Джон Патрик Шэнли — «Сомнение» 5. Эрик Рот — «Загадочная история Бенджамина Баттона»                                                                           |
| Лучший анимационный фильм         | 1. ВАЛЛ-И 2. Вальс с Баширом 3. Вольт 4. Кунг-фу Панда 5. Мадагаскар 2 6. Мартышки в космосе |
| Лучший документальный фильм       | 1. Человек на проволоке и Кража Америки: Голос за голосом 2. Роман Полански: Разыскиваемый и желанный 3. Стандартная процедура 4. Юные сердцем 5. Я должен США |
| Лучший экшн-фильм                 | 1. Тёмный рыцарь 2. Железный человек 3. Индиана Джонс и Королевство хрустального черепа 4. Квант милосердия 5. Невероятный Халк 6. Особо опасен |
| Лучшая комедия                    | 1. Солдаты неудачи 2. В пролёте 3. Взрослая неожиданность 4. Вики Кристина Барселона 5. После прочтения сжечь |
| Лучший фильм на иностранном языке | 1. Вальс с Баширом (Vals Im Bashir) - Израиль 2. Впусти меня (Låt den rätte komma in) - Швеция 3. Гоморра (Gomorra) - Италия 4. Монгол - Россия/Казахстан 5. Рождественская сказка (Un conte de Noël) - Франция 6. Я так давно тебя люблю (Il y a longtemps que je t'aime) - Франция |
| Лучшая музыка к фильму            | 1. А.Р. Рахман — «Миллионер из трущоб» 2. Александр Деспла — «Загадочная история Бенджамина Баттона» 3. Клинт Иствуд — «Подмена» 4. Ханс Циммер, Джеймс Ньютон Ховард — «Тёмный рыцарь» 5. Дэнни Элфман — «Харви Милк»                                                               |
| Лучшая песня к фильму             | 1. The Wrestler — «Рестлер» 2. Another Way to Die — «Квант милосердия» 3. Down to Earth — «ВАЛЛ-И» 4. I Thought I Lost You— «Вольт» 5. Jai Ho — «Миллионер из трущоб» |
| Лучший ТВ-фильм                   | 1. Джон Адамс 2. Коко Шанель 3. Пересчёт |

### Специальная награда
Ричард Гир

## Список лауреатов и номинаций
| Количество | Фильм                                 |
| ---------- | ------------------------------------- |
| 8          | Загадочная история Бенджамина Баттона |
| 8          | Харви Милк                            |
| 6          | Миллионер из трущоб                   |
| 6          | Сомнение                              |
| 6          | Тёмный рыцарь                         |
| 4          | Рестлер                               |
| 4          | Фрост против Никсона                  |
| 3          | ВАЛЛ-И                                |
| 3          | Подмена                               |
| 3          | Чтец                                  |
| 2          | Вальс с Баширом                       |
| 2          | Вики Кристина Барселона               |
| 2          | Вольт                                 |
| 2          | Квант милосердия                      |
| 2          | Ничего, кроме правды                  |
| 2          | Рэйчел выходит замуж                  |
| 2          | Солдаты неудачи                       |

| Количество | Фильм               |
| ---------- | ------------------- |
| 5          | Миллионер из трущоб |
| 2          | Тёмный рыцарь       |
| 2          | Харви Милк          |